# Pandemia de COVID-19 en California
El primer caso de la pandemia de COVID-19 en California, estado de los Estados Unidos, inició el 26 de enero de 2020. Hay 175.213 casos confirmados y 5.494 fallecidos.

## Cronología

### Marzo
El 26 de enero, los Centros para el Control y la Prevención de Enfermedades (CDC) confirmaron el primer caso en California, el tercer caso en los Estados Unidos. La persona, un hombre de unos 50 años, que había regresado de un viaje a Wuhan, China, fue liberado del hospital del condado de Orange el 1 de febrero en buenas condiciones para el aislamiento del hogar. El 31 de enero, los CDC confirmaron el séptimo caso en los Estados Unidos, un hombre en el condado de Santa Clara, que había viajado recientemente a Wuhan. El hombre se recuperó en su casa y fue liberado del aislamiento en su casa el 20 de febrero.
El 29 de enero, el Departamento de Estado de los Estados Unidos evacuó a 195 de sus empleados, sus familias y otros ciudadanos estadounidenses de la provincia de Hubei a bordo de un vuelo fletado a la Base de la Reserva Aérea March Joint en el condado de Riverside.

### Febrero
El 2 de febrero, los CDC confirmaron el noveno caso de los Estados Unidos en una mujer del condado de Santa Clara, California, que había viajado recientemente a Wuhan. Este caso no estaba relacionado con el primer caso en Santa Clara. El mismo día, los CDC informaron los casos décimo y undécimo en el condado de San Benito, incluida la segunda instancia de transmisión de persona a persona.
El 5 de febrero, los Estados Unidos evacuaron a 345 ciudadanos de la provincia de Hubei y los llevaron a dos bases aéreas en California, la Base de la Fuerza Aérea Travis en el condado de Solano y la Estación Aérea del Cuerpo de Marines de Miramar, San Diego, para ser puestos en cuarentena durante 14 días. Los evacuados de un vuelo de evacuación gubernamental más el 6 de febrero también fueron llevados a bases en Nebraska y Texas.
El 6 de febrero, Patricia Dowd, de 57 años, de San José, California, se convirtió en la primera muerte de COVID-19 en los Estados Unidos descubierta en abril de 2020. Murió en su casa sin ningún viaje reciente conocido al extranjero, después de estar inusualmente enferma de gripe en finales de enero, luego recuperándose, trabajando desde casa y muriendo repentinamente el 6 de febrero. Una autopsia del 7 de febrero se completó en abril (después de las pruebas de virus en muestras de tejido) y atribuyó la muerte a la isquemia transmural del miocardio (infarto) con un menor Componente de la miocarditis por infección por COVID-19. Su caso indica que la transmisión comunitaria no se detectó en los Estados Unidos, probablemente desde diciembre.
El 15 de febrero, el gobierno evacuó a 338 ciudadanos estadounidenses varados a bordo del crucero Diamond Princess, que se encontraba en cuarentena en Yokohama, Japón. Catorce de esas personas repatriadas estaban infectadas con el virus. Cinco ciudadanos más que también fueron reportados como infectados fueron evacuados del barco la semana siguiente, y fueron puestos en cuarentena en la Base de la Fuerza Aérea de Travis; varios casos más entre los evacuados fueron confirmados más tarde.
El 26 de febrero, se confirmó un caso de origen desconocido en un residente del condado de Solano. El Centro Médico UC Davis en Sacramento dijo que cuando la persona fue trasladada allí el 19 de febrero, el equipo médico sospechó que era COVID-19 y le pidió a los CDC que hicieran una prueba de SARS-CoV-2. Los CDC inicialmente se negaron ya que la persona, que no tenía una exposición conocida al virus a través de viajes o contacto cercano con una persona infectada conocida, no cumplía con los criterios para la prueba. La persona fue probada finalmente el 23 de febrero; los resultados de la prueba dieron positivo el 26 de febrero.
Después de este primer caso de transmisión comunitaria en los Estados Unidos, Un caso sin origen conocido reconocido en el condado de Solano, California, el CDC revisó sus criterios para evaluar a los pacientes con SARS-CoV-2, y el 28 de febrero comenzó a enviar las nuevas pautas para los trabajadores de la salud.

### Marzo
El 1 de marzo, se informaron dos casos en los condados de Alameda y Solano, en trabajadores de la salud en el Hospital NorthBay VacaValley. Los trabajadores fueron expuestos al paciente en el caso reportado el 26 de febrero en el condado de Solano.
El 2 de marzo, un residente adulto del condado de San Mateo dio positivo presuntamente; fueron colocados en aislamiento en un hospital. La fuente de exposición se informó como desconocida.
El 5 de marzo, el Departamento de Salud y Servicios Sociales de San Francisco informó dos casos de propagación comunitaria dentro de la ciudad. Los dos casos no estaban relacionados y fueron hospitalizados en diferentes hospitales de San Francisco. El condado de Yolo reportó su primer caso, a través de transmisión comunitaria.
Los informes de prensa en abril indicaron que el condado de Santa Clara comenzó una prueba de vigilancia comunitaria del 5 al 14 de marzo, y encontró que el 11% de los pacientes que informaron síntomas respiratorios no relacionados con la gripe estaban infectados con coronavirus. Como resultado de esos hallazgos, el Condado comenzó a emitir políticas de distanciamiento social cada vez más agresivas, a partir del 9 de marzo.

### Junio
El 21 de junio de 2020, el número de casos superó los números de casos de Nueva Jersey.
El 24 de junio de 2020, se anunciaron 7194 casos récord con 4095 hospitalizaciones.
El 26 de junio, el gobernador Gavin Newsom dijo que estaba "comprometido a intervenir" si los funcionarios del Condado de Imperial no reimponían las órdenes de quedarse en casa en la región fronteriza mexicana, donde las tasas positivas promediaron un 23%, mientras que el promedio nacional fue del 5,7%.
El 28 de junio, el gobernador Gavin Newsom ordenó el cierre de bares en siete condados: Los Ángeles, Fresno, Kern, San Joaquín, Tulare, Kings e Imperial.

## Respuesta gubernamental
El 27 de febrero, el gobernador de California Gavin Newsom anunció que el estado estaba limitado en las pruebas para el nuevo coronavirus porque solo tenía 200 kits de prueba.
El 12 de marzo, el gobernador Newsom anunció que las reuniones masivas (más de 250 personas) y las reuniones sociales (más de 10 personas) estaban prohibidas hasta finales de marzo. También emitió una orden para permitir que el estado comandara hoteles e instalaciones médicas para tratar a pacientes con coronavirus.
El 15 de marzo, el gobernador Newsom pidió el cierre voluntario de los bares y el autoaislamiento en el hogar de las personas mayores de 65 años o más, así como de las personas en riesgo debido a las condiciones subyacentes. El 16 de marzo, los oficiales de salud de los condados de Alameda, Contra Costa, Marín, San Francisco, San Mateo y Santa Clara anunciaron, junto con la ciudad de Berkeley, una orden legal que ordenaba a sus respectivos residentes que se refugiaran en su lugar durante tres semanas a partir de la medianoche de marzo. 17 al 7 de abril para frenar la propagación de la COVID-19. El orden limitó las actividades de actividad, viajes y negocios a las necesidades más esenciales.
El 1 de abril, el gobernador Newsom anunció que ordenó el cierre de todas las escuelas públicas y privadas por el resto del año académico 2019-2020, incluidas todas las instituciones de educación superior, y ordenó a todas las escuelas que "pongan todos sus esfuerzos en fortalecer nuestra prestación de educación a través de aprendizaje a distancia ". El sistema de la Universidad de California anunció que suspenderían temporalmente el uso de pruebas estandarizadas para las admisiones de otoño de 2021 y suspenderían el requisito de calificación de letras para los cursos AG completados en invierno, primavera y verano 2020.
El 6 de mayo, el Gobernador Newsom firmó una orden ejecutiva para extender la compensación de los trabajadores a todos los trabajadores que contrataron COVID-19 durante la orden estatal de quedarse en casa. Esta orden debía ser retroactiva al 19 de marzo, cuando se emitió la orden estatal de quedarse en casa. El gobernador Newsom también firmó una orden ejecutiva que exonera las multas de impuestos a la propiedad para los residentes y las pequeñas empresas que han sido afectadas negativamente por la pandemia.
El 7 de mayo, el gobernador Newsom anunció que el estado se estaba moviendo a la Etapa 2 de su hoja de ruta de reapertura de cuatro etapas. La Etapa 2 permite la reapertura de ciertos sectores de bajo riesgo de la economía, siempre que existan medidas de seguridad significativas.
El 18 de junio, el Departamento de Salud Pública de California emitió una guía de enmascaramiento universal. Los condados pueden seguir esta guía para exigir el uso de revestimientos faciales de tela por parte de todas las personas mayores de 2 años en todos los entornos públicos interiores y en entornos exteriores cuando no sea posible el distanciamiento social. Se otorgan exenciones para restaurantes (si se mantiene el distanciamiento social), los reclusos y las personas con afecciones médicas específicas que impiden su uso. Newsom afirmó que "la ciencia muestra que los revestimientos faciales y las máscaras funcionan".
A fines de junio, The New York Times observó un "aumento alarmante de casos" en California que obligó al gobernador Gavin Newsom a revertir la reapertura en varios condados.